# Gabriel Osho
Gabriel Jeremiah Adedayo Osho (Reading, 14 agosto 1998) è un calciatore inglese naturalizzato nigeriano, difensore dell'Auxerre e della nazionale nigeriana.

## Biografia
Nato in Inghilterra da genitori nigeriani.

## Carriera

### Club
Cresciuto nel settore giovanile del Reading, inizia a giocare in prestito con Maidenhead United ed Aldershot Town in National League.
Rientrato alla base, il 22 dicembre 2018 ha esordito in prima squadra, in occasione dell'incontro di Championship perso per 0-1 contro il Middlesbrough.
Nel gennaio 2019 viene ceduto in prestito al Bristol Rovers, ma ad aprile rientra anticipatamente dal prestito, dopo non aver disputato incontri ufficiali.
Dopo aver giocato un incontro in Coppa di Lega nel mese di agosto, a dicembre viene ceduto in prestito allo Yeovil Town, ma già agli inizi del 2020 fa rientro al Reading.
Rimasto svincolato al termine della stagione, viene ingaggiato dal Luton Town, che lo gira subito in prestito, nuovamente, allo Yeovil Town.
Nel gennaio 2021 fa rientro al Luton Town, con cui gioca un incontro in FA Cup, per poi essere prestato al Rochdale fino al termine della stagione.
L'11 luglio 2024 viene acquistato dall'Auxerre.

### Nazionale
Nel marzo 2024 viene convocato per la prima volta dalla Nigeria, nazionale delle sue origini, con cui ha esordito il 14 novembre del medesimo anno nel pareggio per 1-1 in casa del Benin.

## Statistiche

### Presenze e reti nei club
Statistiche aggiornate al 22 dicembre 2024.
| Stagione            | Squadra            | Campionato         | Campionato | Campionato | Coppe nazionali | Coppe nazionali | Coppe nazionali | Coppe continentali | Coppe continentali | Coppe continentali | Altre coppe | Altre coppe | Altre coppe | Totale | Totale |
| Stagione            | Squadra            | Comp               | Pres       | Reti       | Comp            | Pres            | Reti            | Comp               | Pres               | Reti               | Comp        | Pres        | Reti        | Pres   | Reti   |
| ------------------- | ------------------ | ------------------ | ---------- | ---------- | --------------- | --------------- | --------------- | ------------------ | ------------------ | ------------------ | ----------- | ----------- | ----------- | ------ | ------ |
| feb.-mar. 2018      | Maidenhead Utd     | NL                 | 3          | 0          | FACup           | -               | -               | -                  | -                  | -                  | -           | -           | -           | 3      | 0      |
| ott.-dic. 2018      | Aldershot Town     | NL                 | 8          | 0          | FACup           | 2               | 0               | -                  | -                  | -                  | -           | -           | -           | 10     | 0      |
| dic. 2018-gen. 2019 | Reading            | FLC                | 2          | 0          | FACup+CdL       | 0+0             | 0+0             | -                  | -                  | -                  | -           | -           | -           | 2      | 0      |
| gen.-apr. 2019      | Bristol Rovers     | FL1                | 0          | 0          | FACup+CdL       | -               | -               | -                  | -                  | -                  | FLT         | 0           | 0           | 0      | 0      |
| lug.-dic. 2019      | Reading            | FLC                | 0          | 0          | FACup+CdL       | 0+1             | 0+0             | -                  | -                  | -                  | -           | -           | -           | 1      | 0      |
| dic. 2019-gen. 2020 | Yeovil Town        | NL                 | 6          | 0          | FACup           | -               | -               | -                  | -                  | -                  | -           | -           | -           | 6      | 0      |
| gen.-lug. 2020      | Reading            | FLC                | 5          | 0          | FACup+CdL       | 2+0             | 0+0             | -                  | -                  | -                  | -           | -           | -           | 7      | 0      |
| Totale Reading      | Totale Reading     | Totale Reading     | 7          | 0          |                 | 3               | 0               |                    | -                  | -                  |             | -           | -           | 10     | 0      |
| dic. 2020-gen. 2021 | Yeovil Town        | NL                 | 4          | 0          | FACup           | -               | -               |                    | -                  | -                  | -           | -           | -           | 4      | 0      |
| Totale Yeovil Town  | Totale Yeovil Town | Totale Yeovil Town | 10         | 0          |                 | -               | -               |                    | -                  | -                  |             | -           | -           | 10     | 0      |
| gen. 2021           | Luton Town         | FLC                | 0          | 0          | FACup+CdL       | 1+0             | 0+0             | -                  | -                  | -                  | -           | -           | -           | 1      | 0      |
| gen.-mag. 2021      | Rochdale           | FL1                | 22         | 1          | FACup+CdL       | -               | -               | -                  | -                  | -                  | -           | -           | -           | 22     | 1      |
| 2021-2022           | Luton Town         | FLC                | 23         | 0          | FACup+CdL       | 2+1             | 0+0             |                    | -                  | -                  |             | -           | -           | 26     | 0      |
| 2022-2023           | Luton Town         | FLC                | 27+3       | 2+1        | FACup+CdL       | 4+1             | 0+0             | -                  | -                  | -                  | -           | -           | -           | 35     | 3      |
| 2023-2024           | Luton Town         | PL                 | 21         | 2          | FACup+CdL       | 2+0             | 0+0             | -                  | -                  | -                  | -           | -           | -           | 23     | 2      |
| Totale Luton Town   | Totale Luton Town  | Totale Luton Town  | 71+3       | 4+1        |                 | 11              | 0               |                    | -                  | -                  |             | -           | -           | 85     | 5      |
| 2024-2025           | Auxerre            | L1                 | 19         | 1          | CF              | 1               | 0               | -                  | -                  | -                  | -           | -           | -           | 20     | 1      |
| Totale carriera     | Totale carriera    | Totale carriera    | 143        | 7          |                 | 17              | 0               |                    | -                  | -                  |             | 0           | 0           | 160    | 7      |

### Cronologia presenze e reti in nazionale
| Cronologia completa delle presenze e delle reti in nazionale ― Nigeria | Cronologia completa delle presenze e delle reti in nazionale ― Nigeria | Cronologia completa delle presenze e delle reti in nazionale ― Nigeria | Cronologia completa delle presenze e delle reti in nazionale ― Nigeria | Cronologia completa delle presenze e delle reti in nazionale ― Nigeria | Cronologia completa delle presenze e delle reti in nazionale ― Nigeria | Cronologia completa delle presenze e delle reti in nazionale ― Nigeria | Cronologia completa delle presenze e delle reti in nazionale ― Nigeria |
| Data                                                                   | Città                                                                  | In casa                                                                | Risultato                                                              | Ospiti                                                                 | Competizione                                                           | Reti                                                                   | Note                                                                   |
| ---------------------------------------------------------------------- | ---------------------------------------------------------------------- | ---------------------------------------------------------------------- | ---------------------------------------------------------------------- | ---------------------------------------------------------------------- | ---------------------------------------------------------------------- | ---------------------------------------------------------------------- | ---------------------------------------------------------------------- |
| 14-11-2024                                                             | Abidjan                                                                | Benin                                                                  | 1 – 1                                                                  | Nigeria                                                                | Qual. Coppa d'Africa 2025                                              | -                                                                      | 46’                                                                    |
| 18-11-2024                                                             | Uyo                                                                    | Nigeria                                                                | 1 – 2                                                                  | Ruanda                                                                 | Qual. Coppa d'Africa 2025                                              | -                                                                      |                                                                        |
| Totale                                                                 |                                                                        | Presenze                                                               | 2                                                                      |                                                                        | Reti                                                                   | 0                                                                      |                                                                        |